# Биримдик (село)
Биримдик (кирг. Биримдик) — село в Чаткальском районе Джалал-Абадской области Кыргызстана. Входит в состав Сумсарского айылного аймака.

## География
Село расположено в западной части области, на берегах реки Сумсар, на расстоянии приблизительно 52 километров (по прямой) к юго-юго-востоку от села Каныш-Кыя, административного центра района. Площадь села — 120 га.

## История
Населённый пункт получил статус села согласно Закону Кыргызской Республики от 10 апреля 2023 года «Об отнесении некоторых населённых пунктов Баткенской, Джалал-Абадской, Ошской и Иссык-Кульской областей Кыргызской Республики к категории айыла (села)».

## Инфраструктура
В селе имеются: 93 хозяйства, школа, детский сад, мельница, мечеть и 6 предприятия бытового обслуживания.